# باتسايخاني دولغون
باتسايخاني دولغون (مواليد 26 أكتوبر 1986) هو سبّاح منغولي، مثّل بلاده في الألعاب الأولمبية الصيفية 2016.

## روابط خارجية
باتسايخاني دولغون على موقع الاتحاد الدولي للسباحة (الإنجليزية)
- باتسايخاني دولغون على موقع SwimRankings.net (الإنجليزية)
- باتسايخاني دولغون على موقع أوليمبيديا (الإنجليزية)